# Money Heist : Korea – Joint Economic Area
Money Heist : Korea – Joint Economic Area (종이의 집 : 공동경제구역), ou La Maison de papier : Corée au Québec, est une série télévisée sud-coréenne en douze épisodes d'environ 70 minutes créée par Kim Hong-sun, adaptée de la série télévisée espagnole La casa de papel, et diffusée en deux parties, les 24 juin et 9 décembre 2022 sur Netflix.

## Synopsis
La série, remake de la version espagnole, suit globalement le même scénario et reprend les mêmes personnages principaux.
La Corée est présentée réunifiée, mais ne privilégiant que les personnes les plus riches. Dans ce nouveau pays, la population la plus pauvre se retrouve défavorisée. Un homme se faisant surnommer « Le Professeur » souhaite équilibrer la situation en organisant un braquage au sein de la Maison de la Monnaie, avec l'aide de braqueurs venant du Nord et du Sud. Avec des otages piégés à l'intérieur, la police tente d'arrêter les voleurs ainsi que le cerveau du braquage.

## Fiche technique
- Titre original : 종이의 집 : 공동경제구역
- Titre anglophone : Money Heist: Korea – Joint Economic Area
- Titre québécois : La Maison de papier : Corée
- Création : Kim Hong-sun, d'après La casa de papel créé par Álex Pina
- Réalisation : Kim Hong-sun
- Scénario : Ryu Yong-jae, Kim Hwan-chae, Choe Sung-jun
- Musique : Kim Tae-song
- Société de production et de distribution : Netflix
- Pays de production :  Corée du Sud
- Langue originale : coréen (secondairement en anglais)
- Format : couleur - 16:9 - 4K
- Genre : drame, thriller, braquage, action
- Durée : 64-78 minutes
- Interdit aux moins de 16 ans (affichage sur écran / présentation)

## Distribution

### Équipe de braquage
- Yu Ji-tae (VF : Thomas Roditi) : le professeur / Park Sun-ho
- Park Hae-soo (VF : Mario Bastelica) : Berlin / Song Jung-ho
- Jeon Jong-seo (VF : Léopoldine Serre) : Tokyo / Lee Hong-dan
- Lee Won-jong (VF : Bertrand Digné) : Moscou / Oh Man-sik
- Kim Ji-hoon (VF : Anatole Yun) : Denver / Oh Taek-su
- Jang Yoon-ju (VF : Anne-Charlotte Piau) : Nairobi / Sim Young-mun
- Lee Hyun-woo (VF : Maxime Baudouin) : Rio / Han Joseph
- Kim Jin-hun (VF : Yannick Lassere) : Helsinki / Ko Myung-tae
- Lee Kyu-ho (VF : Nicolas Justamon) : Oslo / Lee Sang-yeon
- Lim Ji-yeon (VF : Sara Chambin): Seoul

### Membres de latask force
- Kim Yoon-jin (VF : Yumi Fujimori) : lieutenant Seon Woo-jin, la négociatrice
- Kim Sung-oh (VF : Anatole de Bodinat) : capitaine Cha Moo-hyuk
- Park Su-yeong : Yun Chang-su, le chef de la police

### Otages
- Park Myung-hoon (VF : Simon Volodine) : Cho Young-min, le directeur de la fabrique de monnaie
- Lee Joo-bin : Yoon Mi-seon / Stockholm
- Lee Si-woo (VF : Marion Gress) : Anne Kim, la fille de l'ambassadeur américain

### Autres personnages
- Jang Hyun-sung : Kim Sang-man, député de Corée du Sud, ex-mari de Seon Woo-jin
- Gil Eun-Seong : Kim Chul-yoon, ancien agent spécial de Corée du Nord
- Yi Yong-nyeo : Park Pil-sun, la mère de Seon Woojin
- Yi Chang-hun : Oh Jae-yoon, homme d'affaires, soutien de Kim Sang-man

 Source et légende : version française (VF) sur RS Doublage

## Production

### Développement
En juin 2020, il est annoncé que le label HB Entertainment prévoit un remake de La casa de papel en le coproduisant avec Zium Content. Ils étaient en pourparlers avec Netflix, et en phase de développement. Le 1er décembre 2020, il est annoncé qu'un remake coréen de la série espagnole a été confirmé par Netflix.

### Tournage
Le tournage est suspendu le 7 juillet 2021 à cause de la pandémie de Covid-19.

### Promotion
Le 17 janvier 2022, Netflix révèle le titre anglophone de la série.
Le 29 avril 2022, il est annoncé que la série sera diffusée à partir du 24 juin 2022[réf. nécessaire].
Le 20 mai 2022, le teaser officiel est publié.

## Épisodes
La série est diffusée en deux parties de six épisodes chacun, la première le 24 juin 2022, et la deuxième le 9 décembre 2022. Les épisodes, sans titres, sont numérotés de un à douze.